# Scherenschnitt

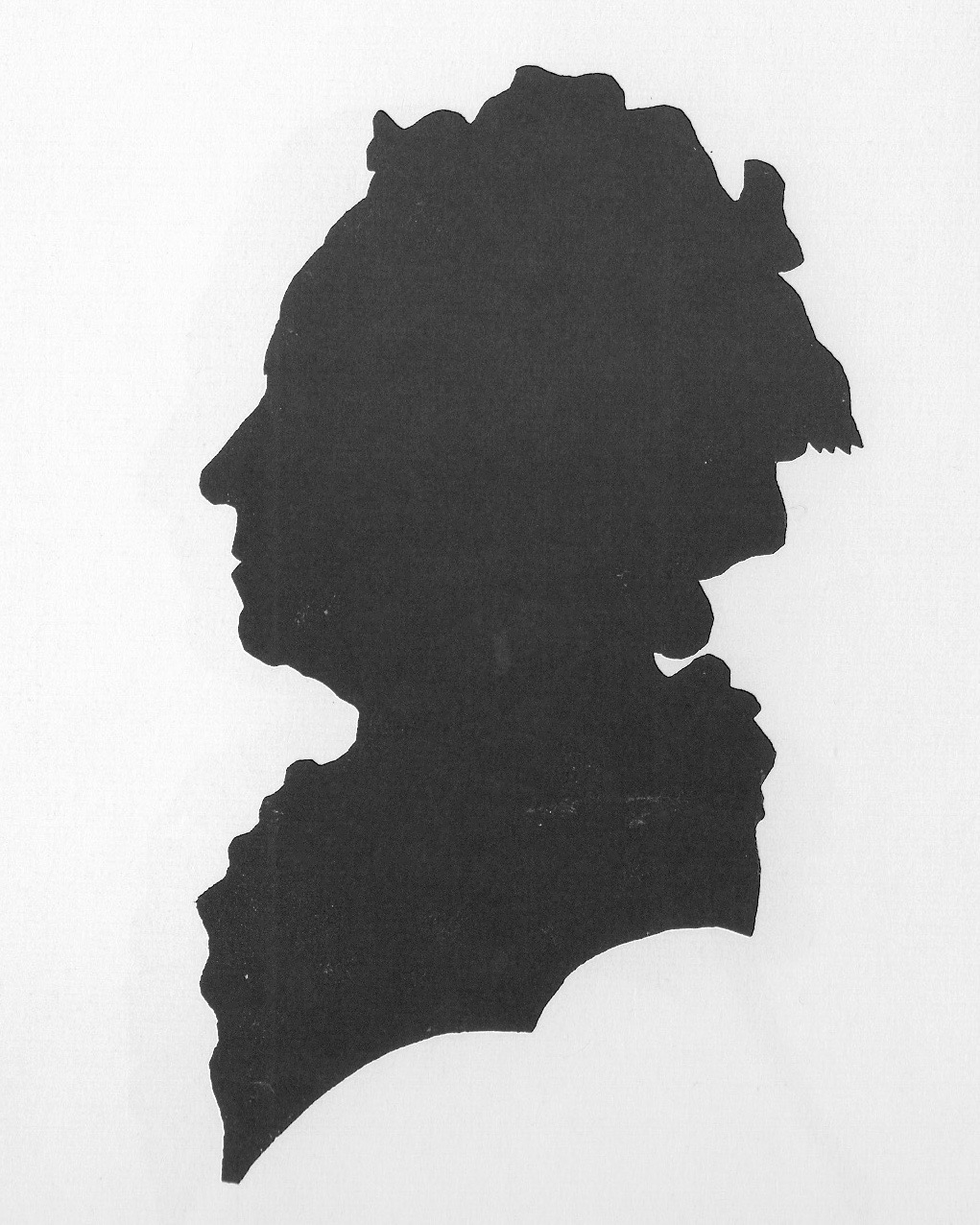
Bernhard Albrecht Moll: Porträt der Mutter, Wien 1783 (Royal Ontario Museum, Toronto)

Der Scherenschnitt, auch Schattenriss oder Schwarzbild genannt (vergl. Schattenriss), ist ein kunsthandwerkliches Verfahren (Psaligraphie), das aus China und Persien kommend, im 17. Jahrhundert auch in Europa Einzug hielt. Zugleich steht der Begriff auch für das künstlerische Ergebnis der Technik.
2009 wurde der Chinesische Scherenschnitt von der UNESCO in die Repräsentative Liste des immateriellen Kulturerbes der Menschheit aufgenommen.

## Geschichte

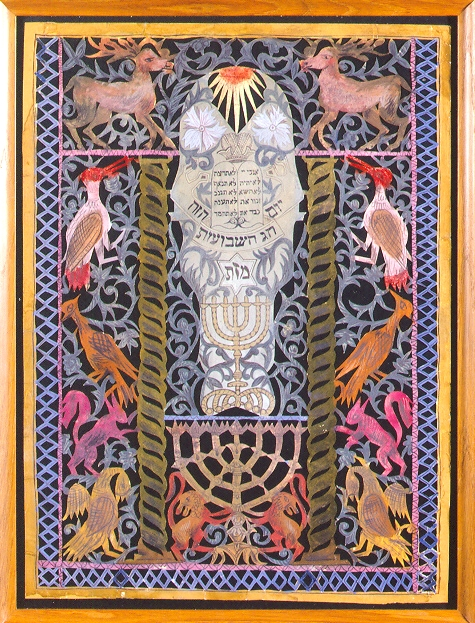
Kolorierter Scherenschnitt in Mischtechnik mit jüdischen Symbolen, 19. Jahrhundert (Sammlung des Jüdischen Museums der Schweiz)

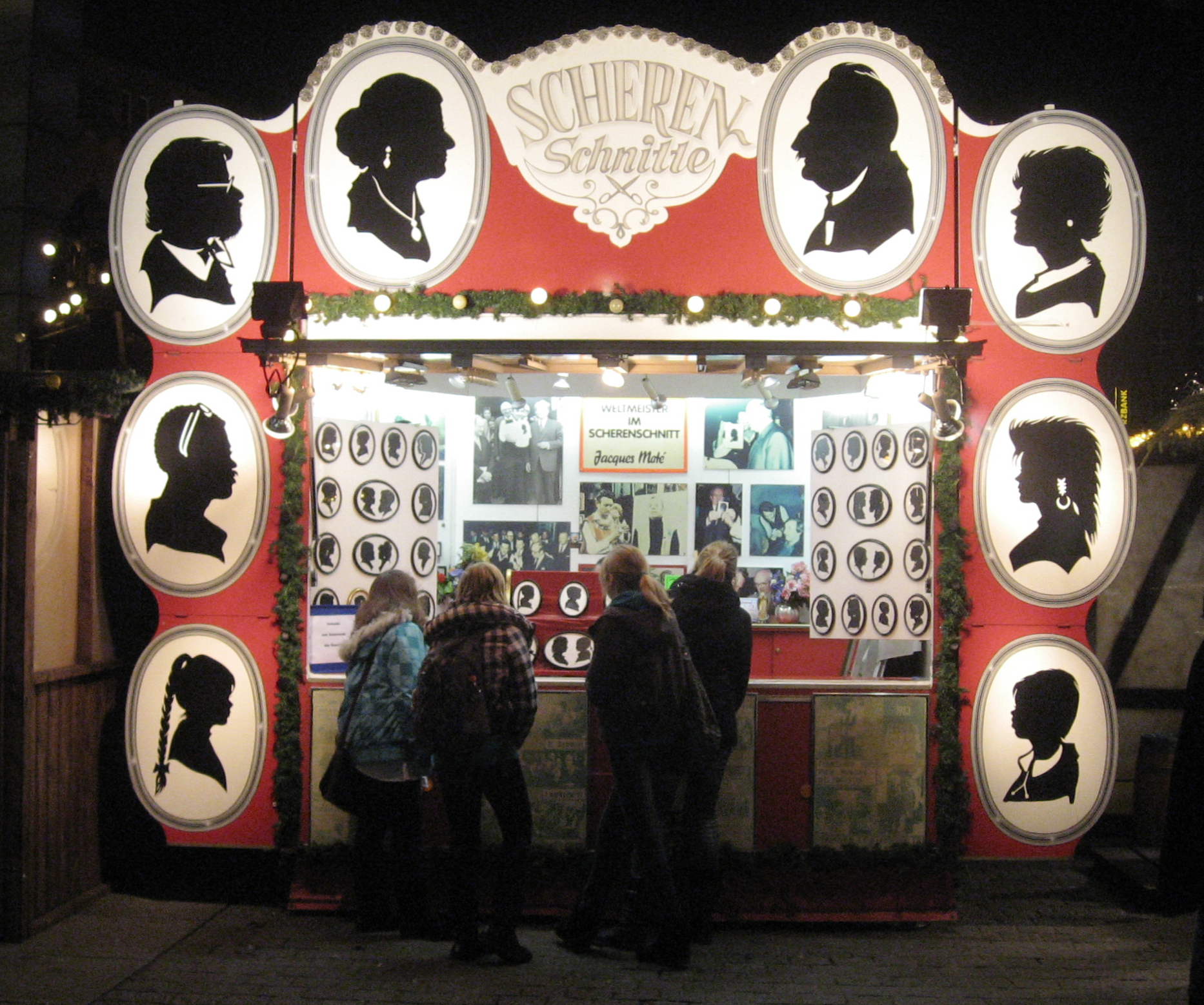
Stand des Düsseldorfer Weltmeisters im Scherenschnitt Jacques Maté, 2010

Der Scherenschnitt, ursprünglich in Nordchina beheimatet, ist eine der ältesten Volkskünste Chinas und seit der Zeit der Nördlichen Dynastie (4. bis 6. Jahrhundert) belegt. Scherenschnitte wurden zwischen Papier- oder Textillagen am Fenster oder vor Lichtquellen postiert. Stil und Farbgebung hatten je nach Provinz und Zeit eine eigene Spezifik.
In Deutschland war der 1677 in Regensburg verstorbene österreichische Emigrant Rudolf Wilhelm von Stubenberg ein früher Künstler des Scherenschnitts, von dessen Werken noch einige im Germanischen Nationalmuseum in Nürnberg erhalten sind. Während der Goethezeit und im 19. Jahrhundert war der Scherenschnitt sehr beliebt. Im norddeutschen Raum hat der Silhuetteur Johann Caspar Dilly mit einer einzigartigen Mischtechnik aus Scherenschnitt und Malerei besondere Bedeutung erlangt. Dillys Werke zeigen Familientafeln, Verlobungs- und Hochzeitspaare, Kinderporträts sowie Stuben- und Gartenszenen und seine Scherenschnitte bilden „detailgetreu und profilscharf“ die Wohn- und Kleidungskultur der Bauernfamilien und ländlichen Oberschichten Nordwestdeutschlands zwischen 1800 und 1840 ab.

## Arbeitstechnik
Beim Scherenschnitt wird Papier oder ein anderes flaches Material mittels einer Schere oder anderer spezieller Schnittinstrumente (z. B. für Ausschnitte) so bearbeitet, dass entweder der verbleibende Umriss oder die Ausschnitte oder beides ein anschauliches Bild ergeben, das realistisch oder schematisch (Ornamente) sein kann. Dabei gibt es
- die klassische Silhouette, bei der ein ungefaltetes Blatt (oder mehrere übereinanderliegende) zerschnitten wird. Diese Scherenschnitte sind meist schwarz und werden vor einem kontrastierenden hellen Untergrund gezeigt. Sind sie hell, werden sie vor einem kontrastierenden dunklen Grund gezeigt. Benannt ist sie nach dem französischen Finanzminister Étienne de Silhouette (1709–1767), einem Liebhaber von Scherenschnitten.
- die Faltschnitttechnik, bei der ein zu Hälften, Vierteln oder noch kleineren Teilen zusammengefaltetes Blatt beschnitten wird. Nach dem Auseinanderfalten der bearbeiteten Papiervorlage ergibt sich ein ein- oder mehrfach axialsymmetrisches Bild.

## Aktuelles
Auf den künstlerischen Scherenschnitt hat sich Paul Konewka spezialisiert. Ein bedeutender Vertreter des Scherenschnitts im Jugendstil ist der Illustrator Marcus Behmer, der seine Scherenschnitte teils auch als Vorlage für ornamentale Gestaltungen herangezogen hat. Der Deutsche Scherenschnittverein e. V. widmete sich bis zu seiner Auflösung 2020 der Pflege dieser Kunst und der Archivierung von Künstlerbiographien und Werkbeispielen.
Auch heutzutage haben klassische und moderne Scherenschnitte ihren Liebhaberkreis in der Kunstszene. Bekannte Vertreter der Moderne sind die Scherenschnitt- und Papier-Künstlerin Brigitte Prommegger-Weilguni, der Schweizer Papierschneider Adam Dario Keel und der Schweizer Ernst Oppliger, der sich seit Jahrzehnten dem Papierschnitt widmet. Die Schweizerische Post hat im Herbst 2007 vier Briefmarken mit Motiven von Schweizer Scherenschnitt-Künstlern herausgegeben.
Das vom Schweizerischen Verein Freunde des Scherenschnitts dreimal im Jahr herausgegebene Bulletin „Schnittpunkt“ stellt regelmäßig Künstlerinnen und Künstler und ihre unterschiedlichen Techniken einem breiteren Publikum vor. Überdies organisiert der Verein regelmäßig Ausstellungen, die das Schaffen seiner Mitglieder dokumentieren.
Weltmeister als schnellster Scherenschnittkünstler (Guinness-Buch der Rekorde 1982) ist der gebürtige Franzose Jacques Maté (eigentlich Jacques Matéos; * 1937). In den 1980er Jahren nahm er an vielen Fernsehshows teil und hatte prominente Modelle, wie Brandt und Kohl, zuletzt porträtierte er noch mit Schere und Papier auf Jahrmärkten und Weihnachtsmärkten. Für 2010 hatte er angekündigt, zum Ende des Dortmunder Weihnachtsmarktes sein Geschäft zu verkaufen. Nach dem Verkauf zog er mit seiner Ehefrau von seinem bisherigen Wohnsitz in Düsseldorf in das mecklenburgische Warin.
Die dänische Künstlerin Karen Bit Vejle ist bekannt geworden durch ihre Scherenschnitte mit weißem Papier.
In Polen werden die farbenprächtigen Łowiczer Scherenschnitte geschnitten.

## Scherenschnittkünstler
- Daria Alyoshkina (* 1982), ukrainische Scherenschnittkünstlerin
- Rosa Maria Assing (1783–1840), deutsche Lyrikerin, Erzählerin, Übersetzerin und Erzieherin
- Georg Friedrich Ayrer (1744–1804), deutscher Silhouetteur, Sammler von Autographen und Jurist
- Stefan Bächler (* 1967), Schweizer Künstler
- Johanna Beckmann (1868–1941), deutsche Porzellanmalerin und Schriftstellerin
- Marie Margarete Behrens (1883–1958), deutsche Illustratorin und Bilderbuch-Autorin.
- Otto Böhler (1847–1913), österreichischer Silhouettenkünstler und Industrieller
- Luise Breitschwert (1833–1917), deutsche Porträtmalerin und Scherenschnittkünstlerin
- Dorothea Brockmann (1899–1983), deutsche Benediktinerin
- Edith Carstensen (1926–2018), deutsche Scherenschnittkünstlerin
- Johann Caspar Dilly (1767–1841), deutscher Wanderkünstler
- Annette von Droste-Hülshoff (1797–1848), deutsche Schriftstellerin und Komponistin
- Luise Duttenhofer (1776–1829), deutsche Scherenschnittkünstlerin
- August Édouart (1789–1861), französischer Silhouettenkünstler
- Theo Eggink (1901–1965), deutscher Holzbildhauer
- Edeltraud Engelhardt (1917–1999), deutsche Regisseurin
- Ernst Moritz Engert (1892–1986), deutscher Silhouettenkünstler, Grafiker und Maler
- Paul Friedrichsen (1893–1969), deutscher Maler und Scherenschneider
- Karl Fröhlich (1821–1898), deutscher Dichter und Silhouettenschneider
- Margarethe von Glehn (1909–2001), deutschbaltische Scherenschnitt-Künstlerin
- Hedwig Goller (1920–2015), deutsche Malerin, Grafikerin und Kunsterzieherin
- Paula von Goeschen-Roesler (1875–1941), Lyrikerin, Malerin und Grafikerin
- Archie Granot
- Fritz Griebel (1899–1976), deutscher Maler und Grafiker
- Elisabeth Grünwaldt (1871–1961), deutsche Erzieherin, Puppengestalterin und Kostümbildnerin
- Johann Jakob Hauswirth (1809–1871), Schweizer Tagelöhner, Holzfäller und Köhler
- Georg Hempel (1894–1969), deutscher Maler und Kunsthandwerker
- Adam Dario Keel (1924–2018), figürlicher Maler, Papierschnitt- und Objektkünstler
- Joanna Koerten (1650–1715), niederländische Künstlerin
- Jo Kuehn (1945–2023), österreichischer Maler, Grafiker und Scherenschnittkünstler
- Max Marek (* 1957), deutscher Maler und Illustrator
- Jacques Maté (* 1937), deutscher (schnellster) Scherenschnittkünstler (siehe )
- Henri Matisse (1869–1954), französischer Maler, Grafiker, Zeichner und Bildhauer
- Josy Meidinger (1899–1971), deutsche Malerin und Illustratorin
- Bernhard Albrecht Moll (1743–1788), wissenschaftlicher Illustrator, Botaniker, Zeichenlehrer und Silhouetteu
- Wolfgang Niesner (1925–1994), deutscher Zeichner und Grafiker
- Alexander Olbricht (1876–1942), Weimarer Maler
- Ernest Potuczek-Lindenthal (1917–2008), Scherenschnittkünstler und Grafiker (siehe  und )
- Zipora Rafaelov (* 1954), israelische Künstlerin
- Käthe Reine (1894–1976), deutsche Malerin, Illustratorin und Textilkünstlerin
- Lotte Reiniger (1899–1981), deutsche Silhouetten-Animationsfilmerin und Buchillustratorin
- Wilhelm Repsold (1885–1969), deutscher Bildhauer, Keramiker und Illustrator
- Philipp Otto Runge (1777–1810), deutscher Maler
- Erika Schirmer (* 1926), deutsche Schriftstellerin, Kindergärtnerin und Sonderpädagogin
- Adele Schopenhauer (1797–1849), deutsche Schriftstellerin
- Eva Schönberg
- Annette Schröter (* 1956), deutsche Malerin
- Uta Schulz-Matan (* 1930) (siehe )
- Reinhold Stier
- Rudolf Wilhelm von Stubenberg (1643–1677), Kunsthandwerker
- Adolf Tannert (1839–1913), Künstler und Schriftsetzer
- Wlado Tudic (1945–2012) (siehe  und )
- Karl August Varnhagen von Ense (1785–1858), deutscher Chronist, Erzähler, Biograph, Tagebuchschreiber und Diplomat
- Karen Bit Vejle (* 1958), dänische Scherenschnitt-Künstlerin
- Curt Voigt (1889–1961), deutscher Silhouetten-Maler
- Kara Walker (* 1969), US-amerikanische Künstlerin

### Zitat
„Lemgo (Detmold). Silhouetteur Friedrich macht seinem hochzuverehrenden Publikum bekannt, daß er eines Jedes Silhouette, sowohl in Brustbild, in persönlicher Größe, als auch in anderer Positur, in Zeit von 3 bis 4 Minuten, auf das allergnaueste und in der größten Aehnlichkeit auszuschneiden verspricht. Er bittet um geneigten Zuspruch. Sein Logis ist bey den Herrn Wippermann (Brüggemeyer im Weißen Roß) hieselbst.“

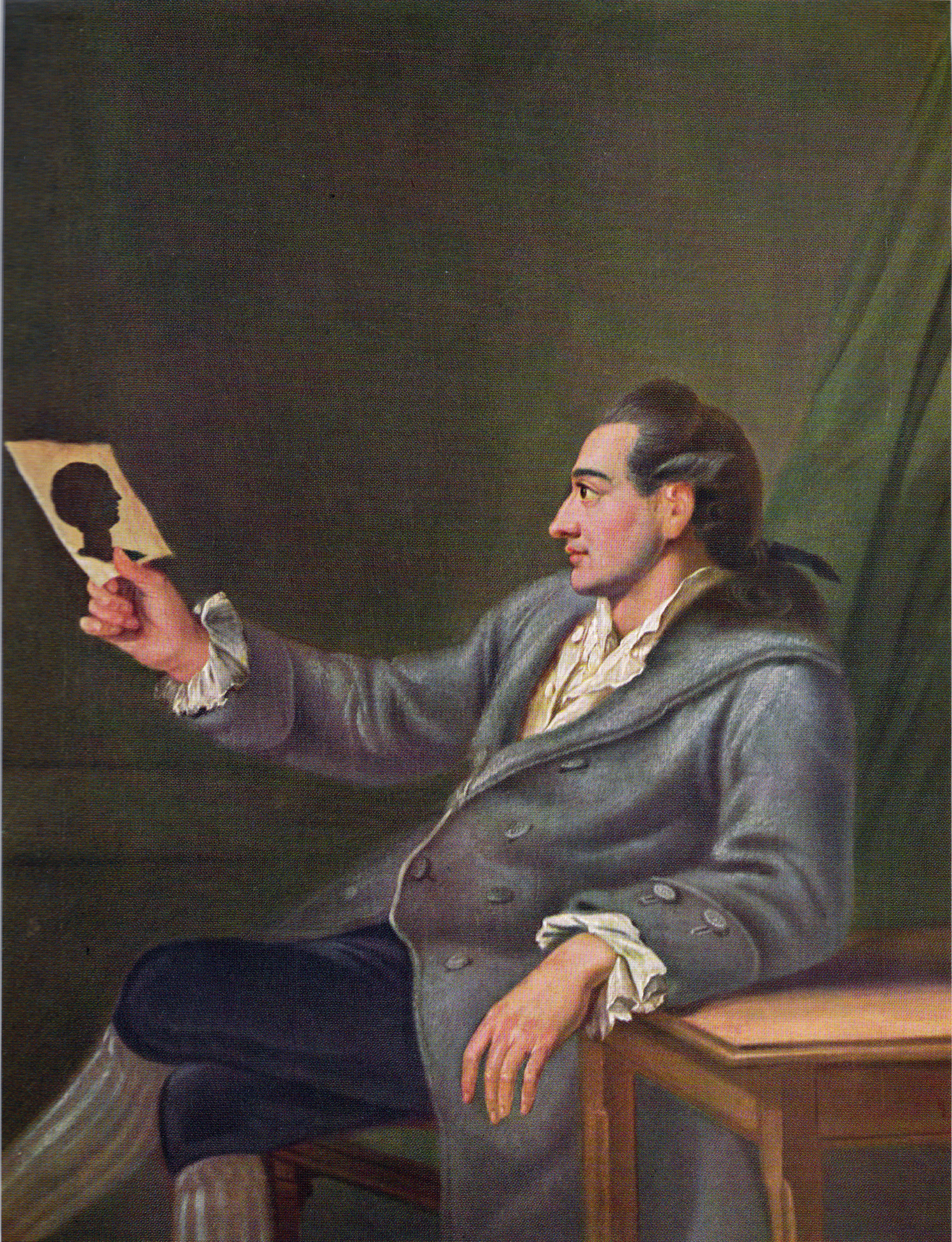
Georg Melchior Kraus: Goethe mit Scherenschnitt, 1775/1776 (Goethe-Museum, Frankfurt am Main).
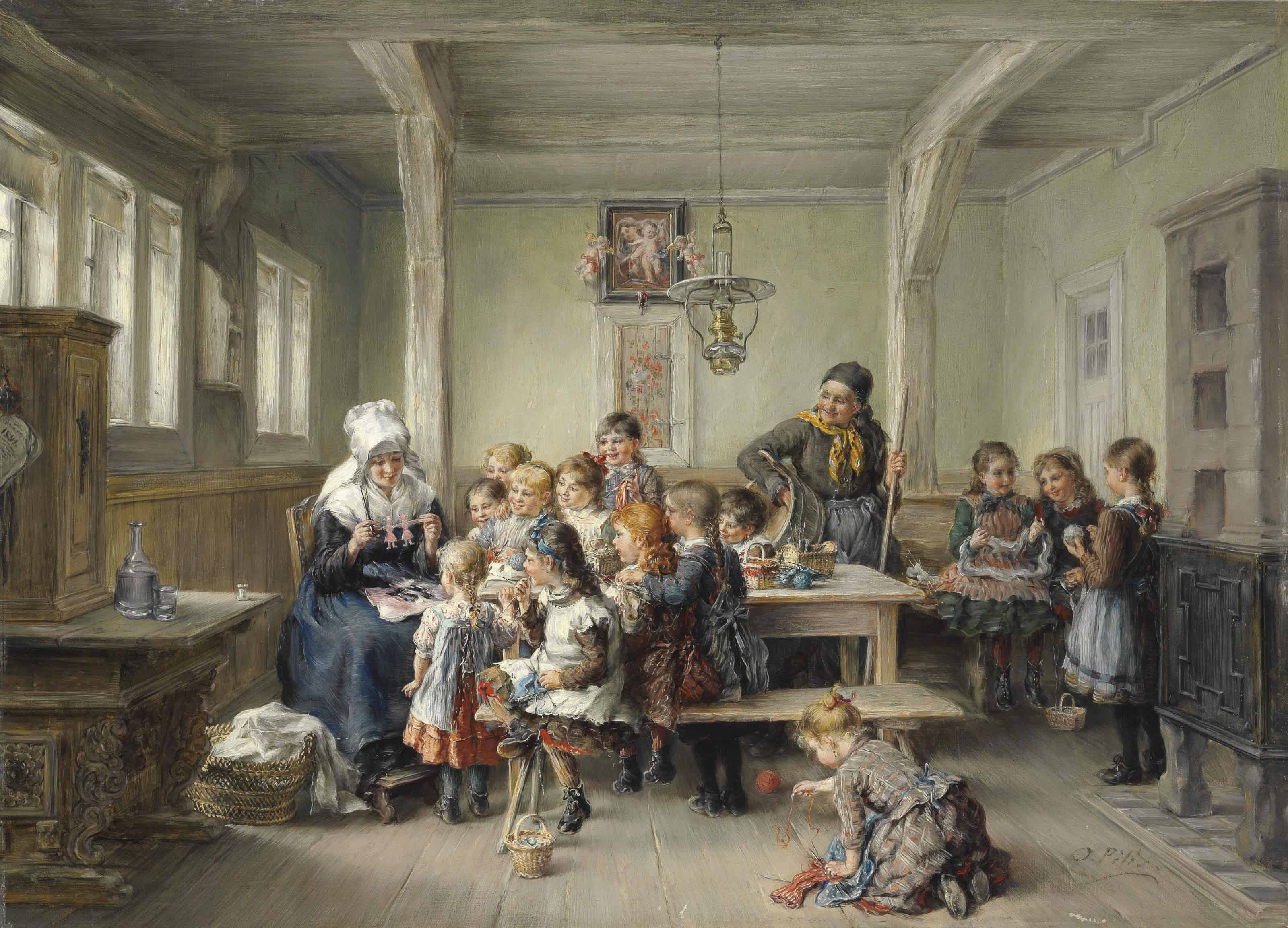
Otto Piltz: Mädchen beim Stricken und Scherenschnitt (um 1894)Jazz
Propaganda im Ersten Weltkrieg: Die deutschen Frauen in der Kriegszeit (1916).
Szene aus dem Scherenschnitt-Animationsfilm Zwerg Nase von Edeltraud Engelhardt
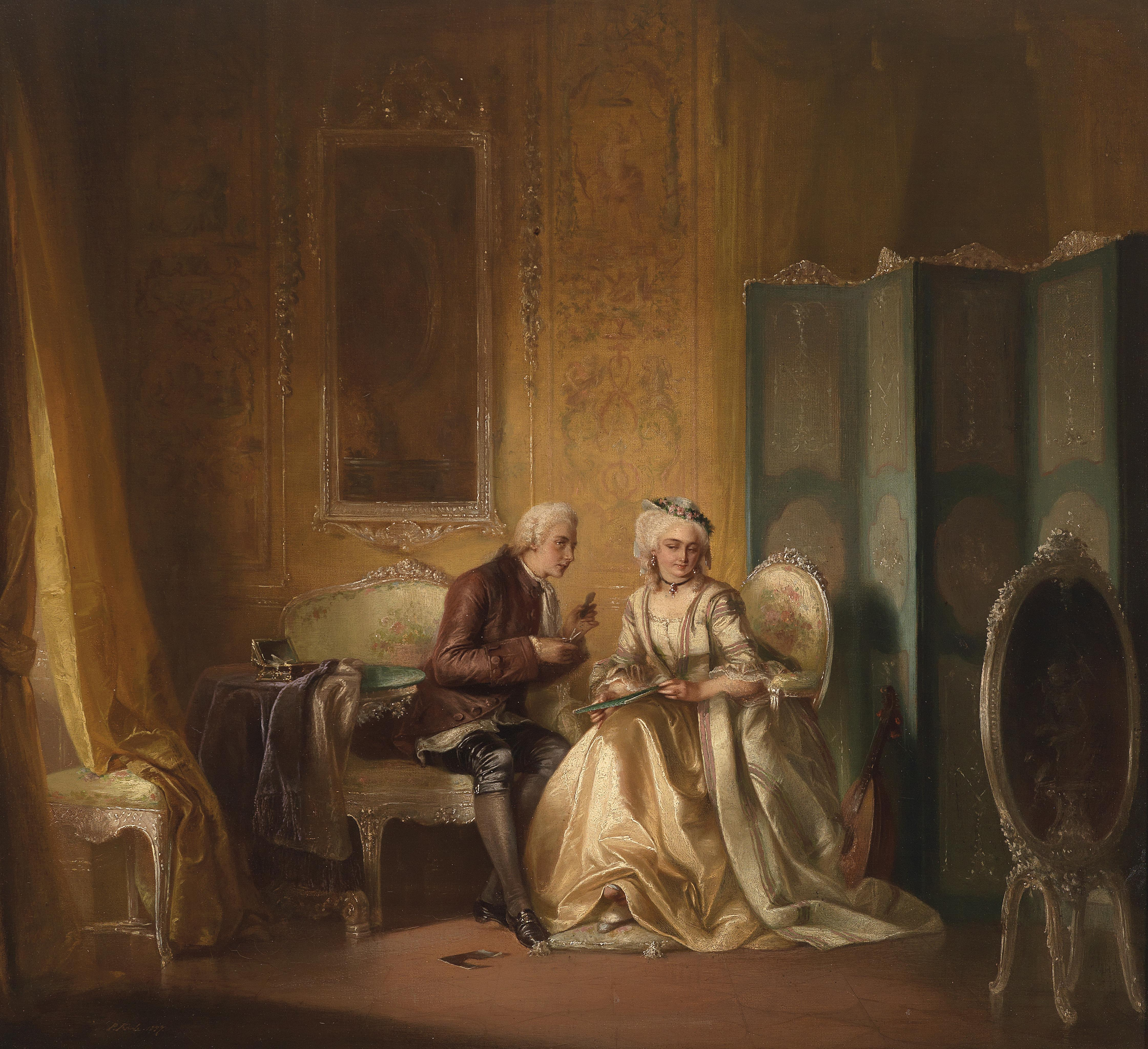
Pancraz Körle: Ein junger Mann schneidet die Silhouette einer Dame (neobarockes Gemälde von 1857)
Henri Matisse: Künstlerbuch Jazz, Titelseite, 1947

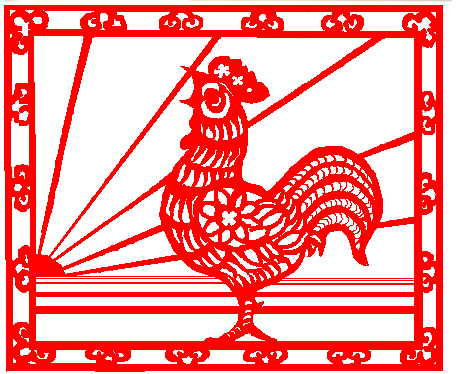
Chinesischer Scherenschnitt
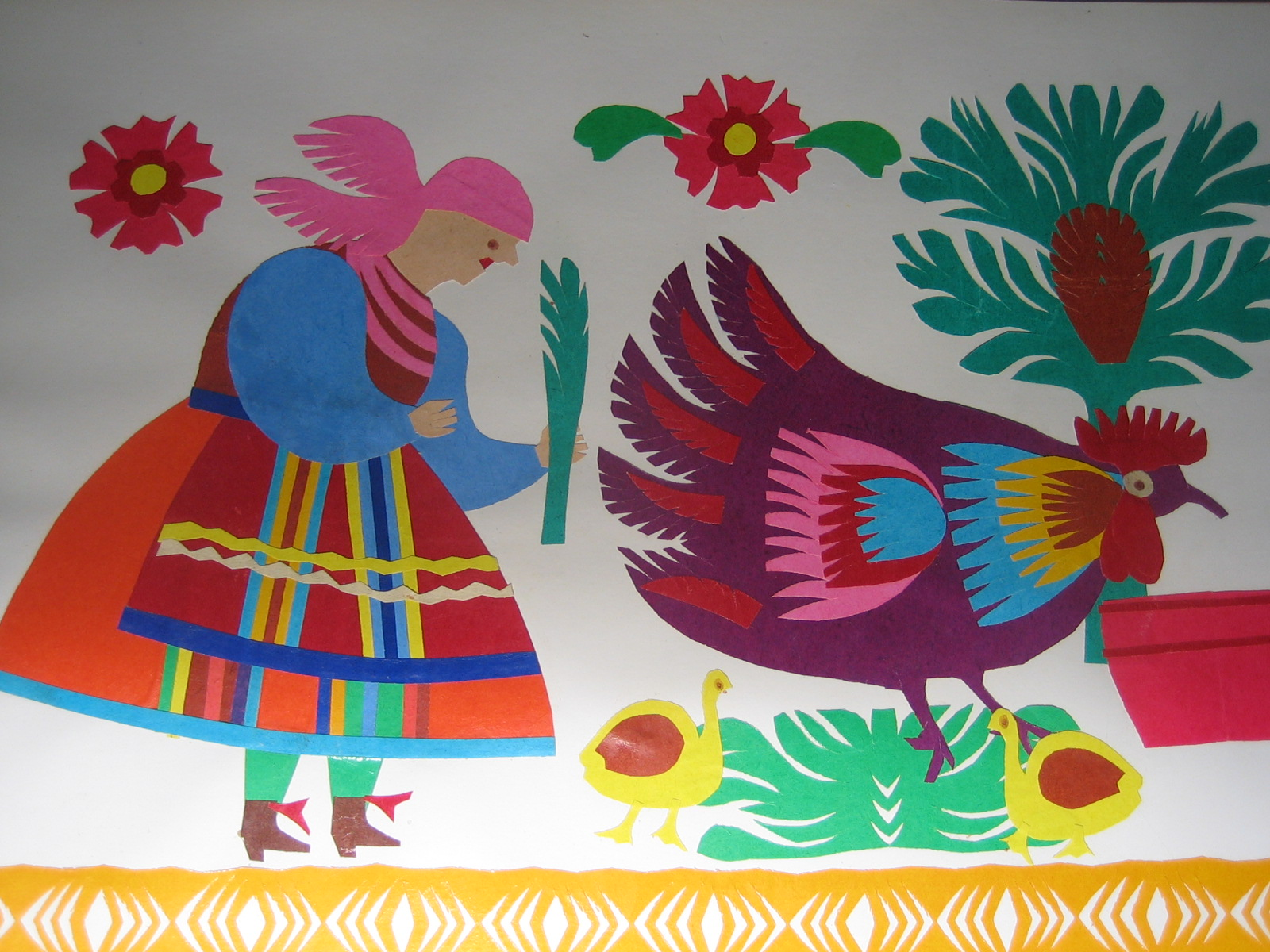
Volkskunst: Werk eines anonymen Scherenschneiders aus Łowicz (Polen, um 1980)